# Maxillaria cucullata
Maxillaria cucullata, the Cowl-carrying Maxillaria, là một loài lan ranging from México southward into Panama.

## Hình ảnh

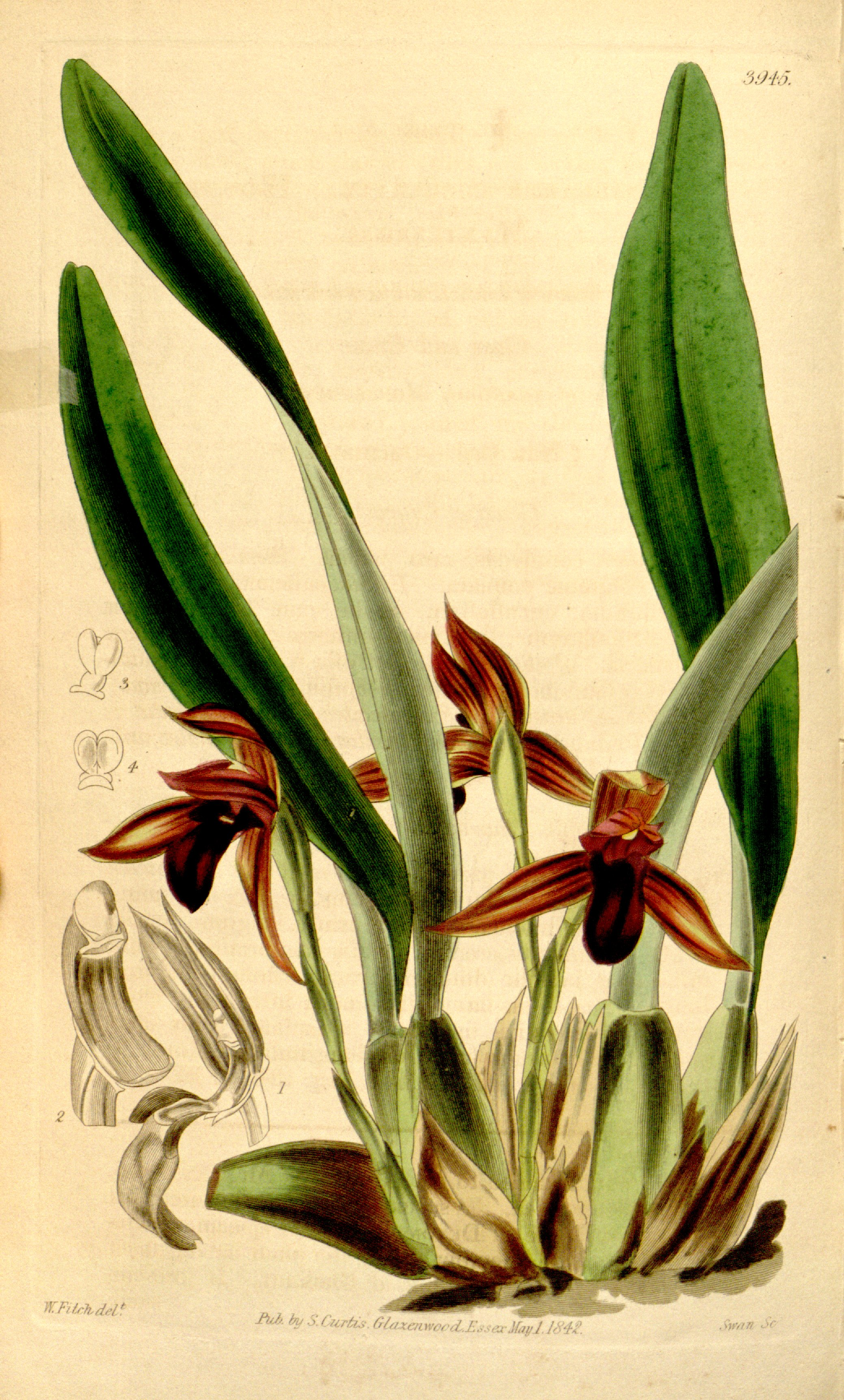
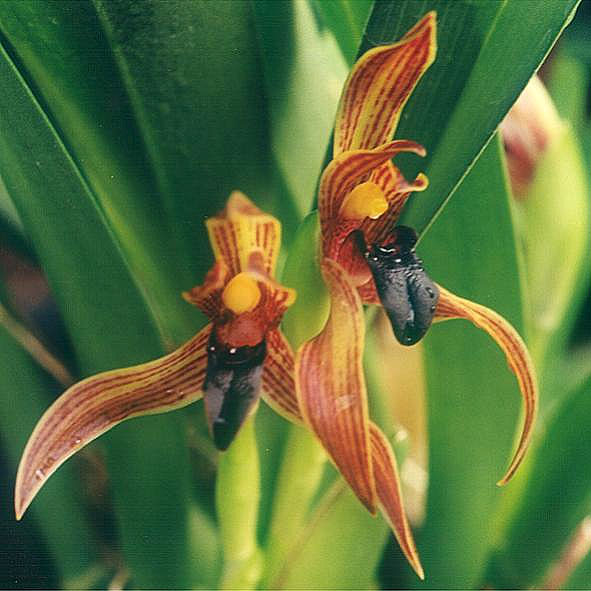